# Román González (basket-ball)
Pour les articles homonymes, voir Román González.
Román Javier González (né le 28 janvier 1978 à Lanús, dans la province de Buenos Aires en Argentine) est un joueur argentin de basket-ball. Il joue au poste de pivot.

## Biographie
González possède la double nationalité argentine et italienne. Il est membre de la sélection argentine et est médaillé de bronze lors des Jeux olympiques 2008. Il a également remporté deux médailles d'argent au championnat des Amériques 2007 et 2009.

## Clubs
- 1996-1998 :  Gimnasia y Esgrima
- 1998-2000 :  Deportivo San Andrés
- 2000-2002 :  Libertad Sunchales
- 2002 :  Real Santa Cruz
- 2002-2003 :  Libertad Sunchales
- 2003 :  Aguada BC
- 2003-2005 :  Basket Rimini
- 2005-2006 :  Argentino de Junín
- 2006 :  León puis  Ferrara puis  Al-Ittihad
- 2006-2007 :  Regatas Corrientes
- 2007 :  Trotamundos de Carabobo
- 2007-2009 :  Peñarol Mar del Plata
- 2009- :  Quimsa